# Gamla stan

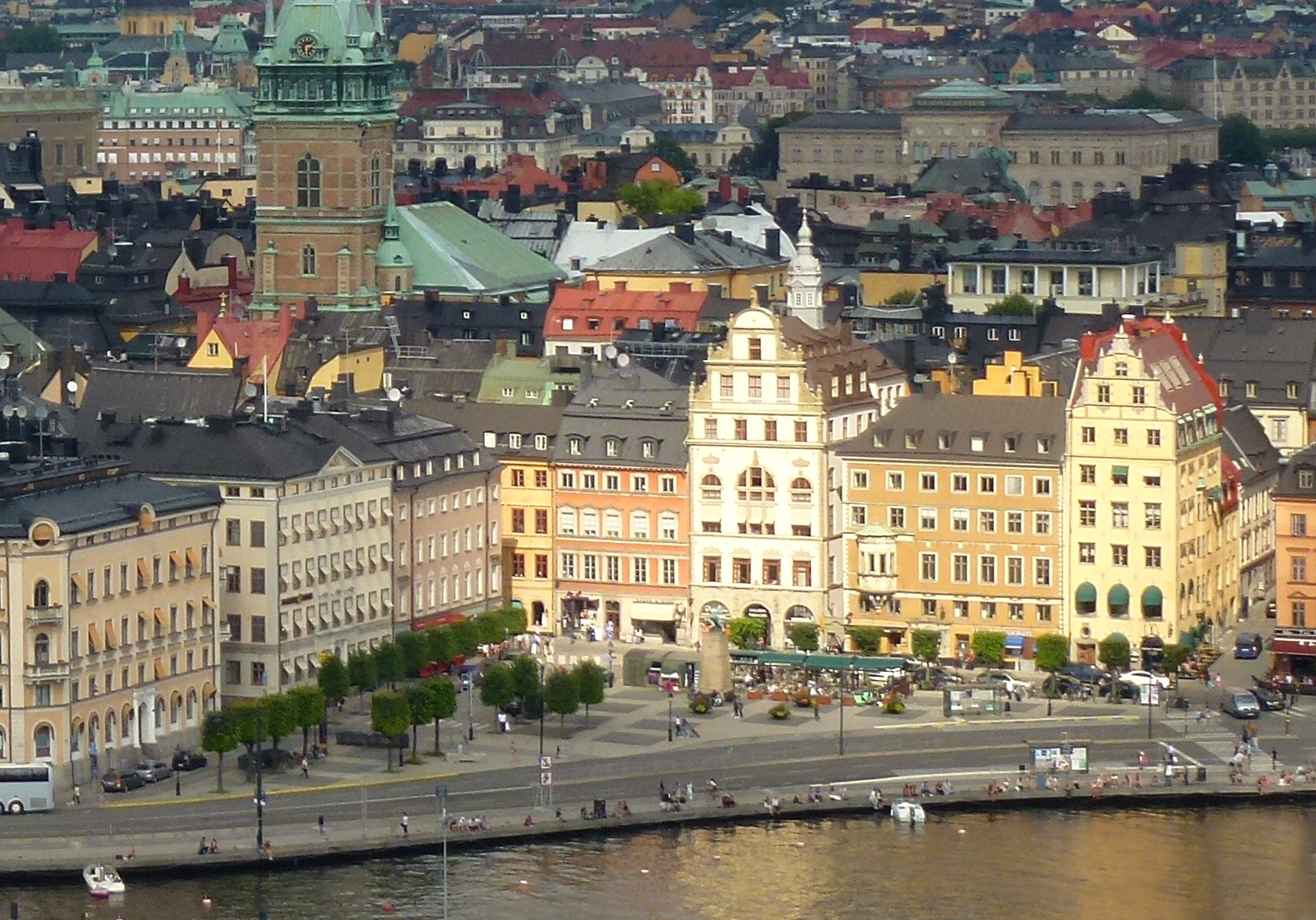
Náměstí Kornhamnstorg

Gamla stan  je historické centrum Stockholmu, název znamená staré město, do roku 1980 oficiální název byl Staden mellan broarna (Město mezi mosty). Gamla stan se z velké části rozkládá na ostrově Stadsholmen, ale oficiálně jsou součástí starého města také přilehlé malé ostrovy Riddarholmen, Helgeandsholmen a Strömsborg (i když ne vždy je to tak vnímáno).

## Přehled

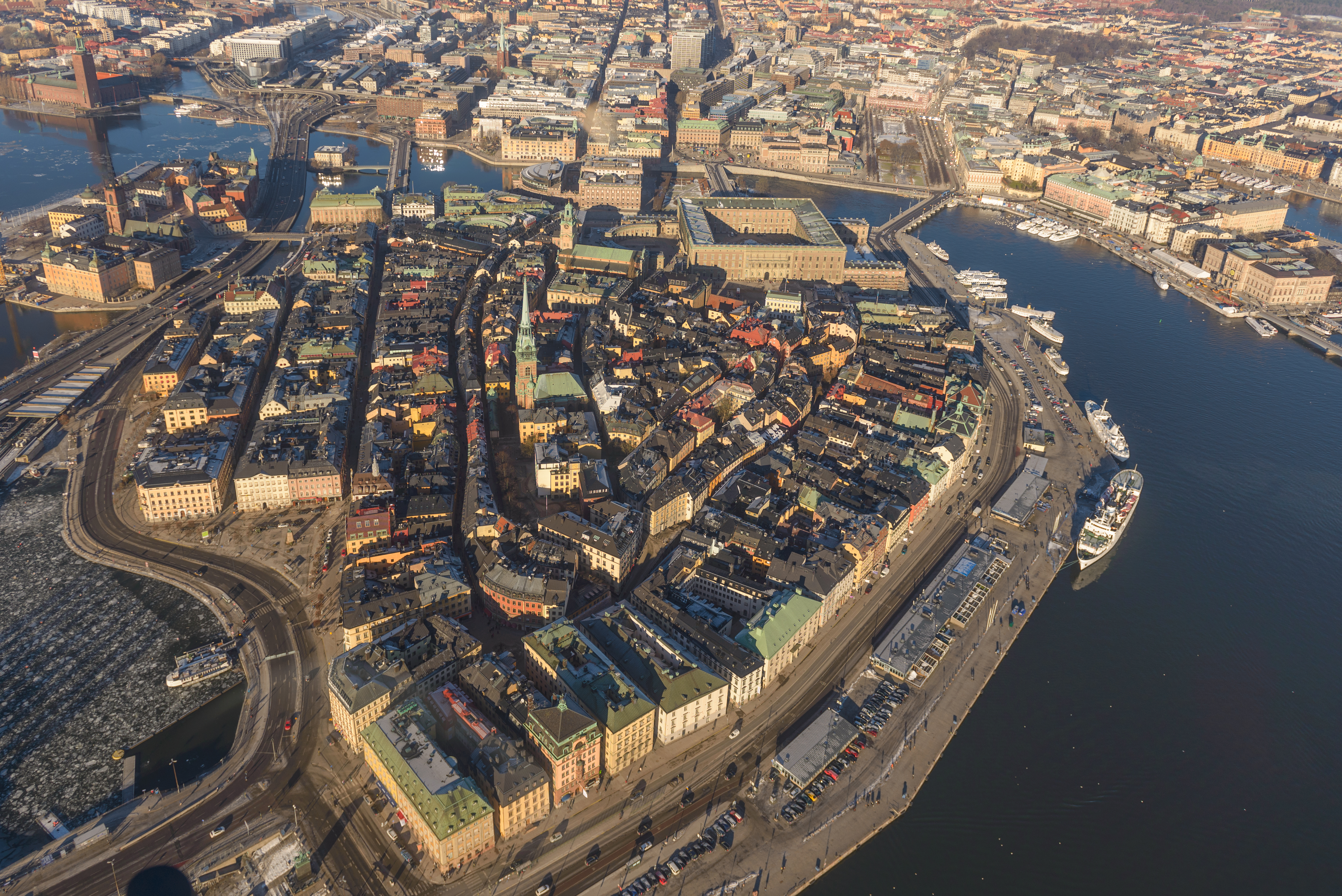
Letecký pohled na Gamla stan

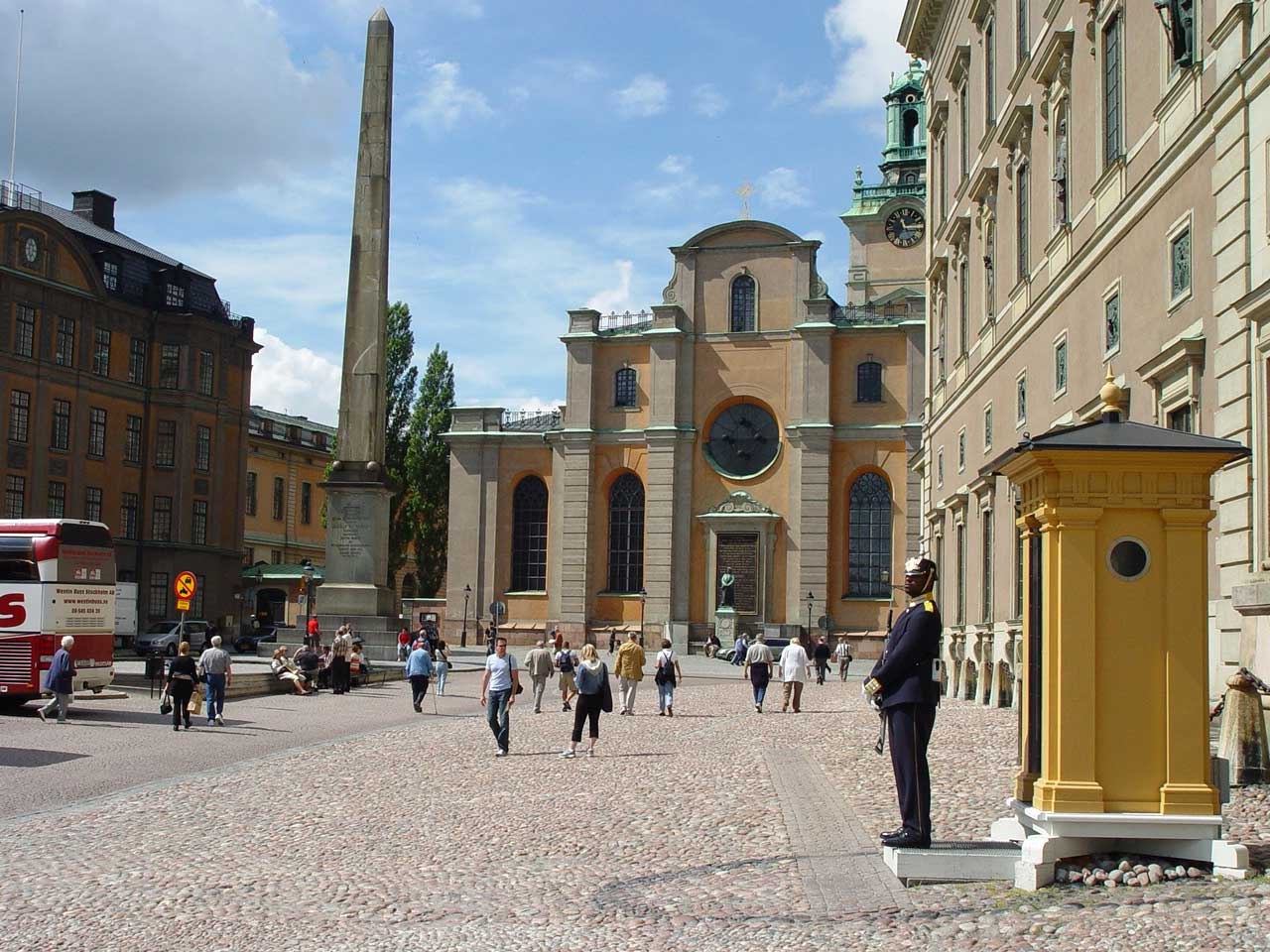
Fasády Stockholmského paláce a Storkyrkan

Historie starého města sahá až do 13. století, najdeme v něm středověké uličky, které jsou dláždeny kočíčimi hlavami a starobylé domy. Německá cihlová gotická architektura významně ovlivnila výstavbu stockholmského starého města.
Stortorget je nejstarší náměstí ve Stockholmu, na kterém se nachází celá řada pamětihodností (výstavné domy bohatých obchodníků, budova stockholmské burzy ad.). Název doslova znamená velké náměstí. Roku 1520 se zde odehrála stockholmská krvavá lázeň, kdy dánský, norský a krátce i švédský král Kristián II. Dánský nechal popravit 82 švédských šlechticů a důchovních. Tato událost vyvolala povstání a posléze vedla k rozpadu Kalmarské unie a ke zvolení Gustav I. novým švédským králem.
Na území starého města se nachází mnoho dalších významných památek, uveďme alespoň Storkyrkan (Stockholmská katedrála),
Stockholmský královský palác, budovu švédského parlamentu (Riksdagshuset), Riddarhuset (budova švédské nobility),
Nobelmuseet (Muzeum Nobelovy ceny) a Riddarholmskyrkan na ostrově Riddarholmen, na kterém se nachází také několik významných barokních paláců.
Restaurace Den gyldene freden na ulici Österlånggatan je v provozu od roku 1722 a podle Guinnessovy knihy rekordů jde o restauraci, která je nejdéle v provozu v nezměněném prostředí a je to současně jedna z nejstarších restaurací na světě. Restauraci nyní vlastní Královská švédská akademie věd (která uděluje většinu Nobelových cen) a která zde každý týden pořádá své čtvrteční obědy. Riddarholmskyrkan sloužil jako pohřebiště švédských panovníků od 17. století až do roku 1950.
Od poloviny 19. století do poloviny 20. století byl Gamla stan považován za slum, mnoho historických budov chátralo a krátce po druhé světové válce bylo dokonce několik bloků domů zbouráno, především za účelem rozšíření budovy švédského parlamentu (Riksdagshuset). Od 70. let 20. století se však staré město stalo turistickou atrakcí pro své kouzlo středověké a renesanční architektury, později byla oceněna i novější architektura.
Archeologické výzkumy 370 objektů v Gamla stan zůstávají špatně zdokumentovány, ale řada dobrovolníků nedávno doložila, že mnoho domů, které dosud byly datovány do 17. a 18. století mohou být až o 300 let starší.

## Galerie

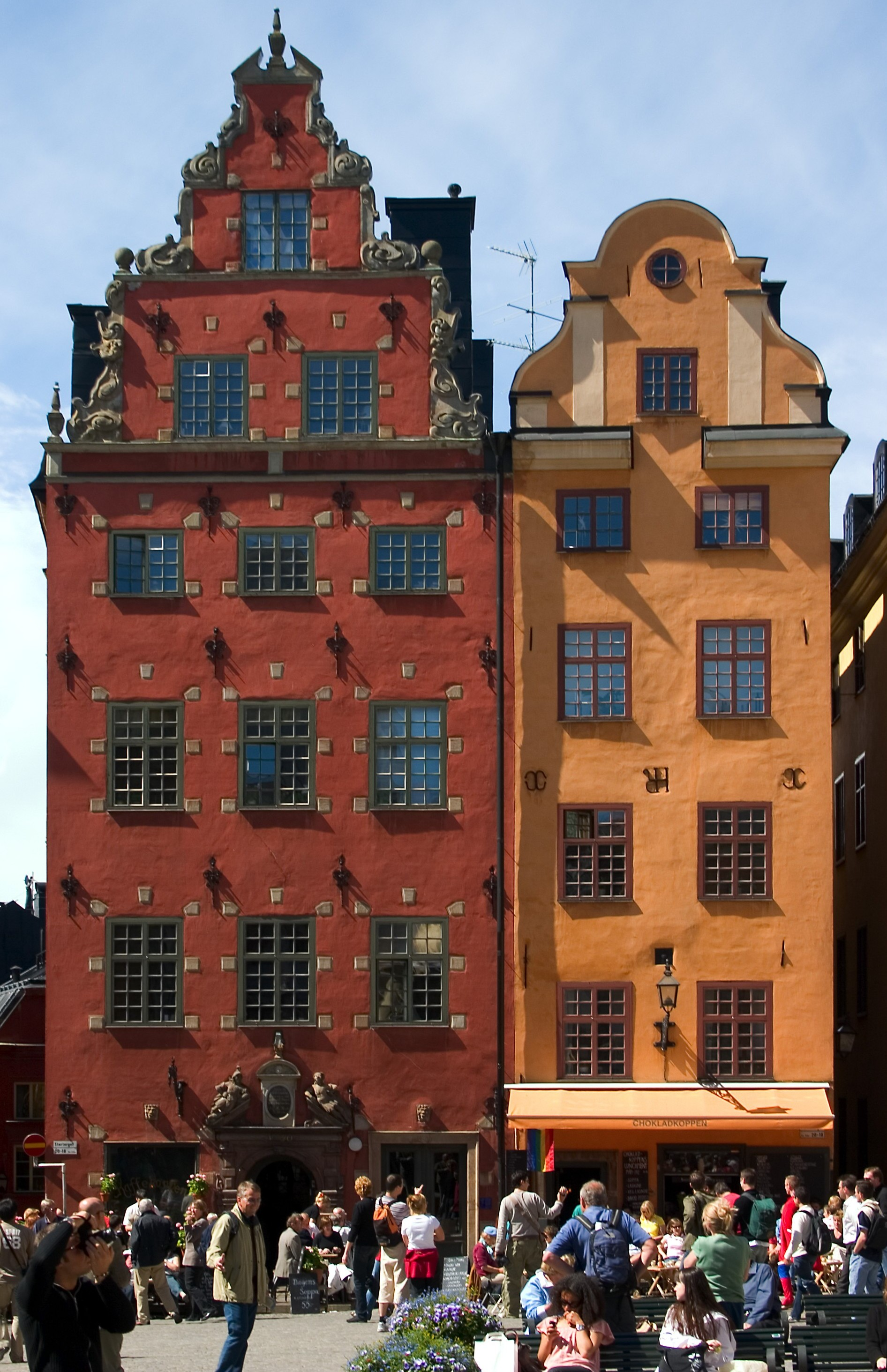
Stortorget: ikonické budovy čp. 18 a 22
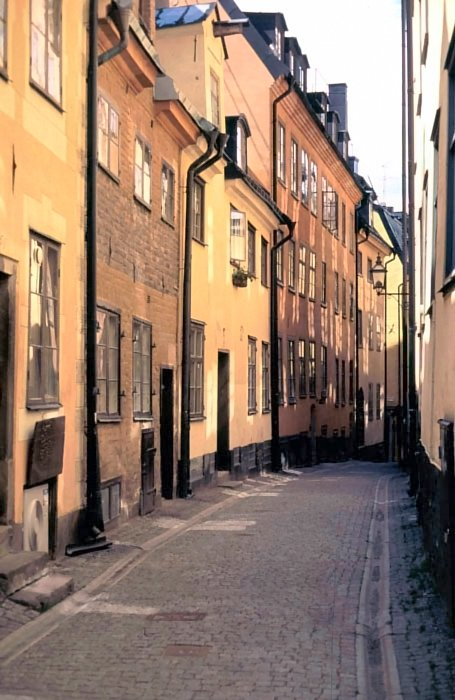
Prästgatan: jedna ze starých uliček
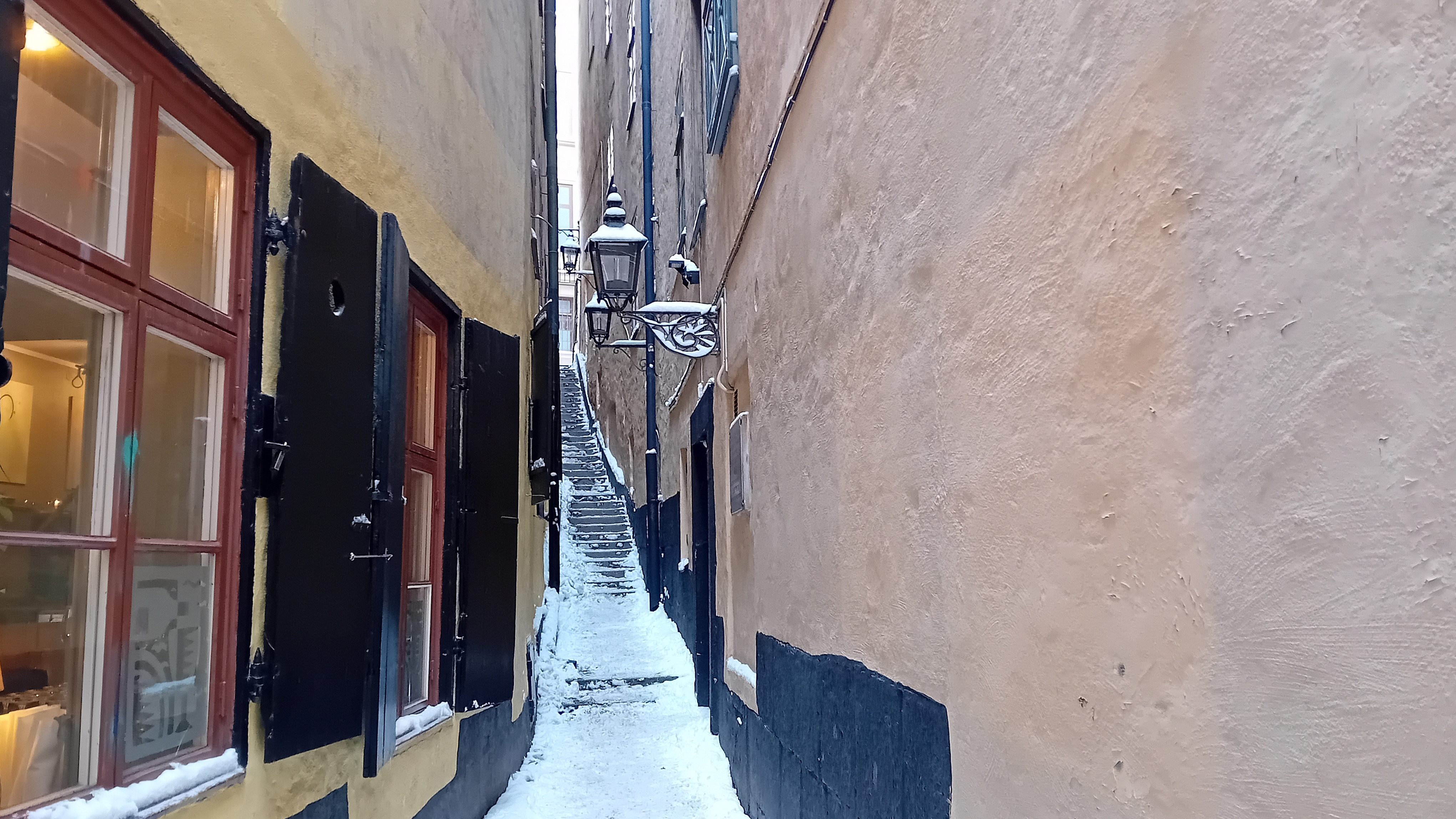
Mårten Trotzigs Gränd: nejužší ulička města (méně než 1 metr)
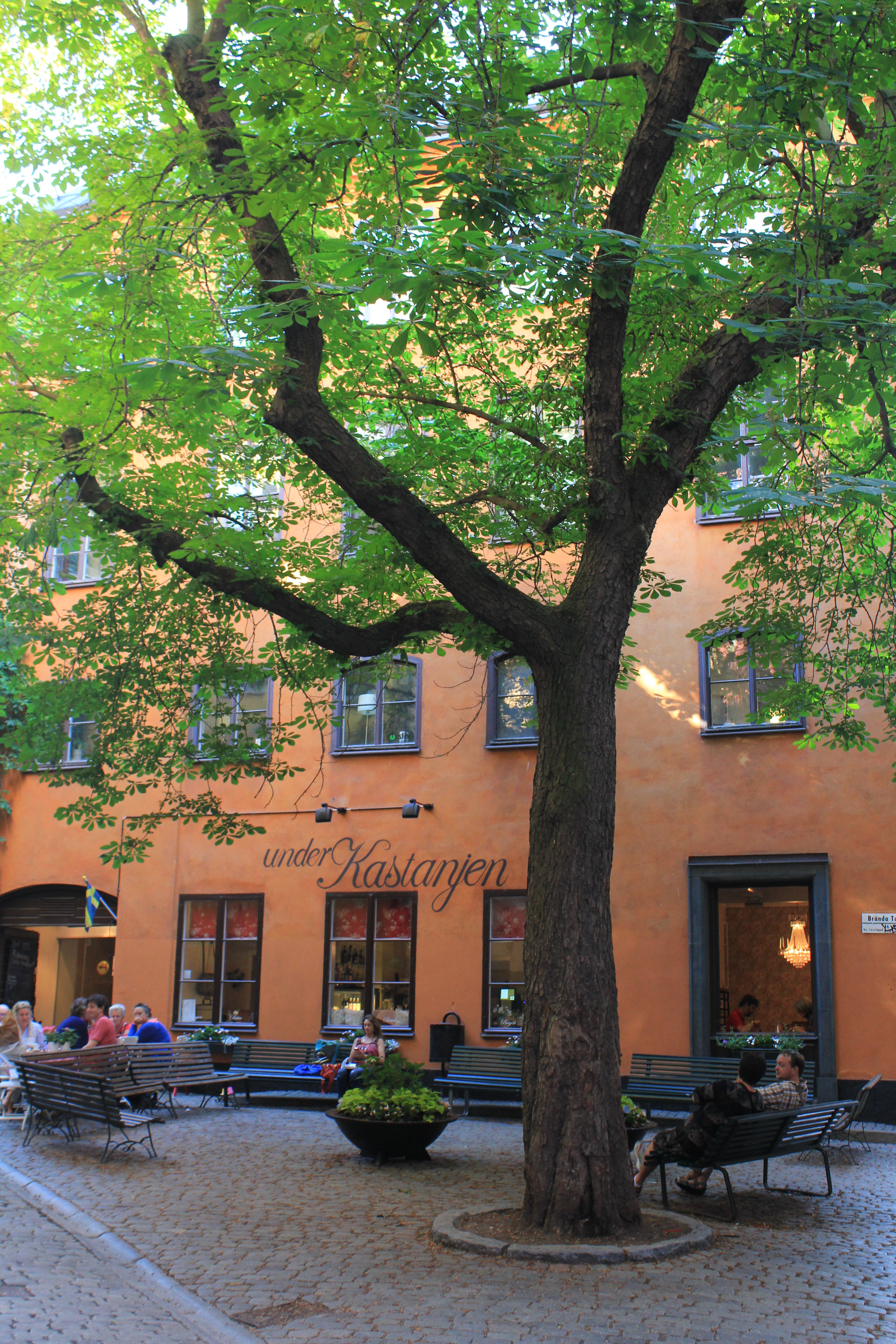
Under Kastanjen: jedna z okouzlujích kaváren
- Videoprůvodce po Gamla Stan
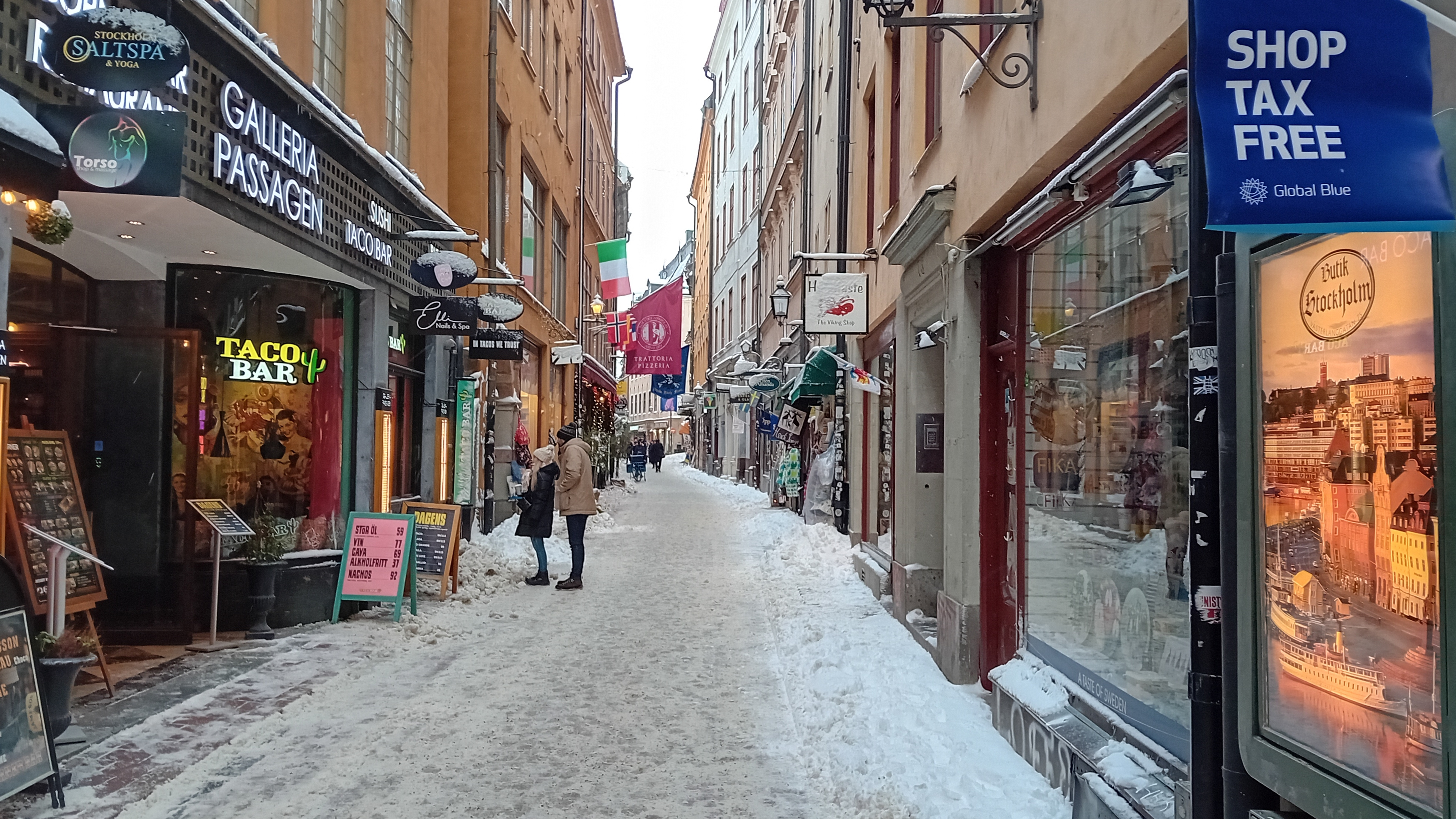
Västerlånggatan
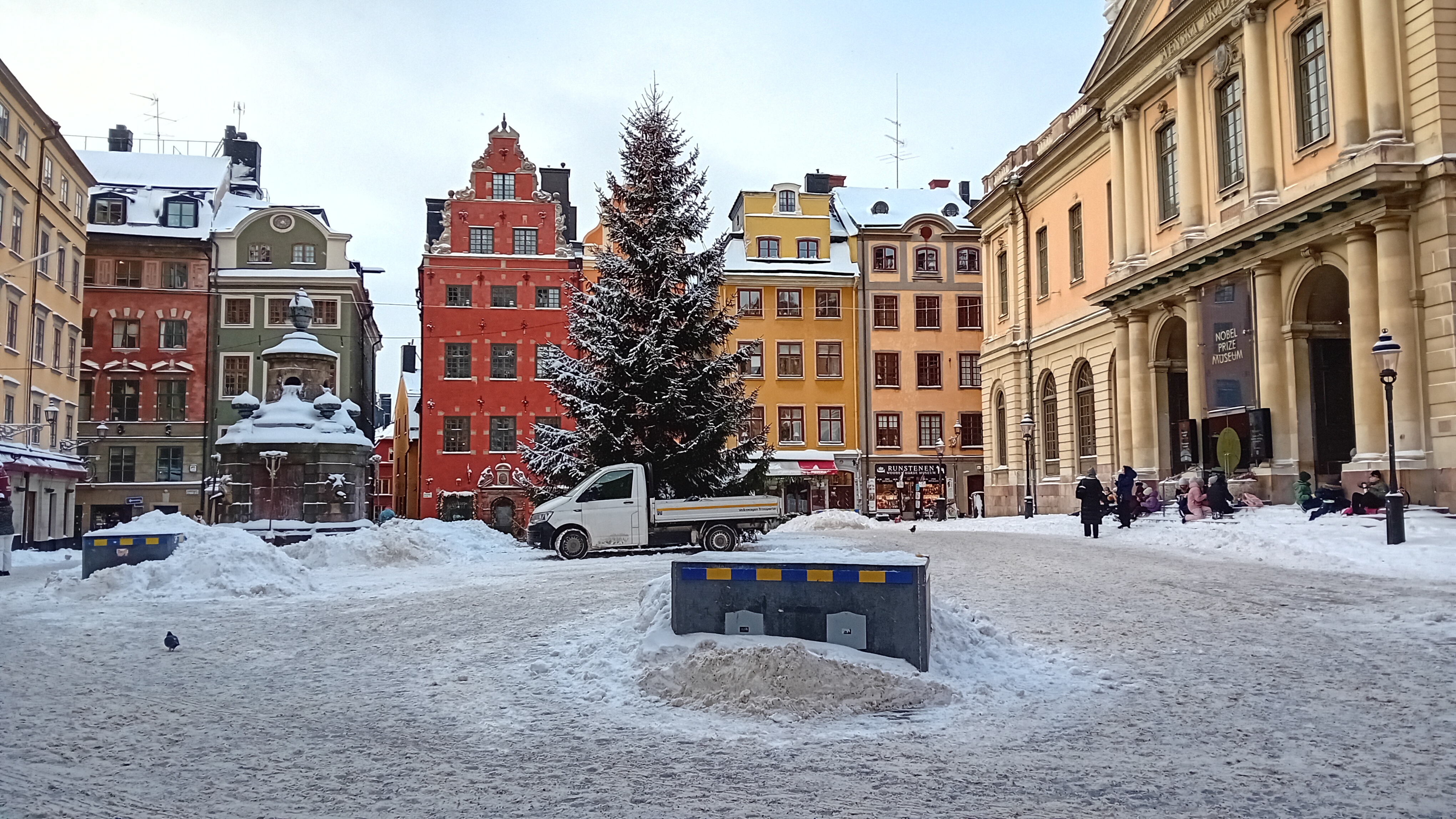
Stortorget
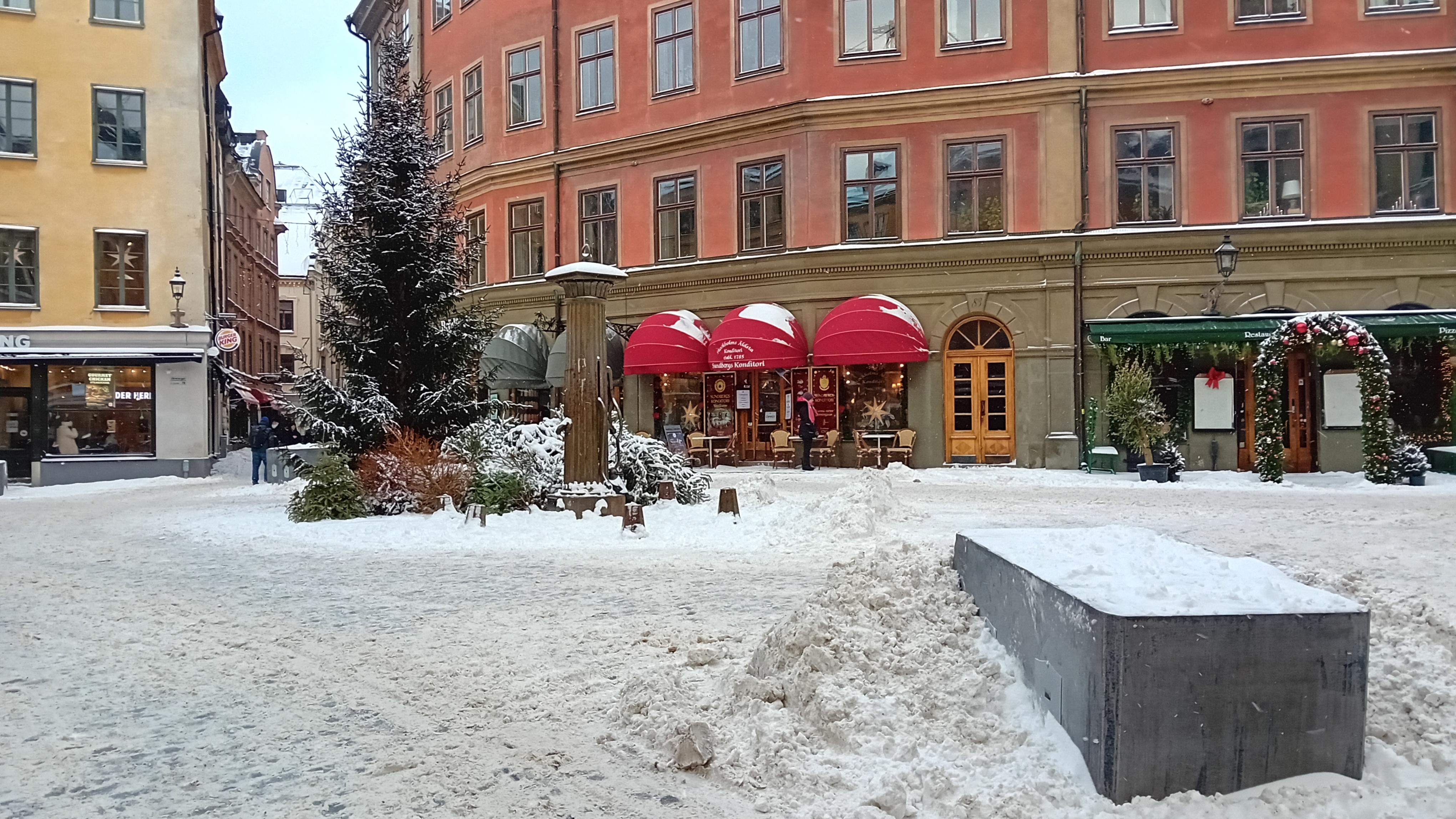
Järntorget
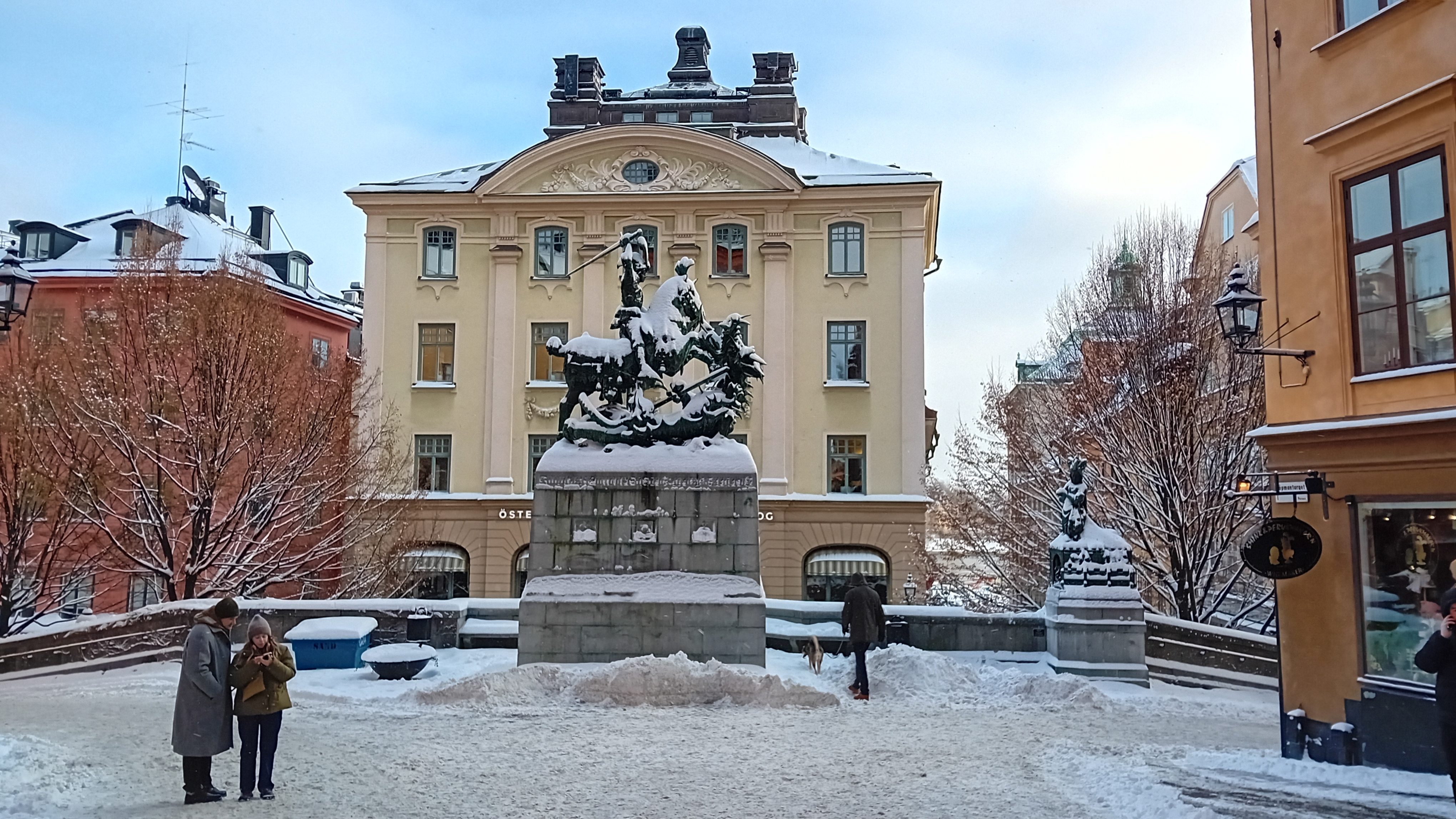
Köpmantorget